# János Kornai
János Kornai (ur. 21 stycznia 1928 w Budapeszcie, zm. 18 października 2021 tamże) – węgierski ekonomista.
Międzynarodową renomę przyniosła mu wydana w 1980 roku książka Gospodarka niedoboru (Economics of shortage) – analiza systemu ekonomicznego tzw. „realnego socjalizmu”, centralnie sterowanej gospodarki nakazowo-rozdzielczej i jej autentycznych mechanizmów funkcjonowania. Pojęcie „gospodarka niedoboru” przyjęło się potocznie jako określenie gospodarki socjalistycznej.
Zajmował się również ekonometrią, a w latach 90. XX w. teorią kapitału społecznego.
Wykładał na wielu renomowanych uniwersytetach (m.in. Sussex, Stanford, Yale, Princeton, London School of Economics). W Polsce wydano sześć jego książek, m.in. Gospodarka niedoboru (1985, pt. Niedobór w gospodarce) oraz Stabilizacja i wzrost w procesie transformacji. Przypadek gospodarki węgierskiej (1998).

## Doktoraty honorowe
- Akademia Ekonomiczna w Poznaniu (1978)
- Akademia Ekonomiczna we Wrocławiu (1993)
- Uniwersytet Ekonomiczny w Krakowie (19 czerwca 2008)

## Publikacje (wybór)
- János Kornai: The role of the state in a post-socialist economy, Warsaw 2002 : Leon Koźmiński Academy of Entrepreneurship and Management,ISBN 83-86846-76-3;
- János Kornai: Niedobór w gospodarce :przekł. [z ang.] Urszula Grzelońska i Zofia Wiankowska. Tyt. oryg.: Economics of Shortage Warszawa 1985; Wyd. Państwowe Wydawnictwo Ekonomiczne, ISBN 83-208-0395-0;
- János Kornai: The road to a free economy : shifting from a socialist system : the example of Hungary, New York 1990 wyd. W. W. Norton & Company, ISBN 0-393-02887-9, ISBN 0-393-30691-7;
- János Kornai, Karen Eggleston: [tł. Marcin Awdziej] Solidarność w procesie transformacji : reforma służby zdrowia w Europie Wschodniej Tyt. oryg.: Welfare, choice and solidarity in transition Warszawa 2002, Wyd. Wyższa Szkoła Przedsiębiorczości i Zarządzania im. Leona Koźmińskiego, ISBN 83-86846-89-5;
- János Kornai:Paying the bill for goulash-communism Wyd. Boulder : Social Science Monographs; Highland Lakes, NY : Atlantic Research and Publications, 2000. Strefa serii Atlantic Studies on Society in Change, ISSN 1048-4930; no. 103 Strefa serii East European Monographs, ISSN 1083-2890; no. 557 Strefa serii Evolution of the Hungarian economy 1848-1998; vol. 2; ISBN 0-88033-455-X;
- János Kornai:Zastosowanie programowania w planowaniu; [tł. Henryk Briesemeister, Lech Zacher]. Tł. z: Mathematical planning of structural decisions; Warszawa 1969 Wyd. Państwowe Wydawnictwo Naukowe;
- János Kornai: Anti-Equilibrium : teoria systemów gospodarczych : kierunki badań [z oryg. w jęz. ang. tł. Janusz Beksiak, Urszula Libura i Zofia Wiankowska]. Wyd. II. Warszawa 1977, Wyd.: Państwowe Wydawnictwo Naukowe;
- János Kornai: Wzrost, niedobór, efektywność : makrodynamiczny model gospodarki socjalistycznej; [tł. Zofia Wiankowska]. Podstawa tł.: Growth, shortage and efficiency, Warszawa 1986 Wyd. PWN ISBN 83-01-06806-X;
- János Kornai: Droga do wolnej gospodarki /; przekł. Jacek Poprzeczko. Warszawa 1991, ISBN 83-85341-00-5 Wyd. Fundacja Polska Praca, Tł. z: The road to a free economy (Shifting from a socialist system: the example of Hungary), New York-London, 1990.;
- János Kornai:Stabilizacja i wzrost w procesie transformacji : przypadek gospodarki węgierskiej; [tł. na jęz. pol. Michał Konopczyński, Przemysław Matuszewski, Tomasz Rabiega]. Poznań 1998: Wydawnictwo Akademii Ekonomicznej, ISBN 83-87152-53-6;
- János Kornai and Karen Eggleston: Welfare, choice and solidarity in transition : reforming the health sector in Eastern Europe Cambridge NY 2001;Wyd .Cambridge University Press, ISBN 0-521-79036-0
- Non-price control / ed. by János Kornai and Béla Martos; Institute of Economics of the Hungarian Academy of Sciences. Budapest 1981: Akadémiai Kiadó, ISBN 963-05-2442-2;
- Creating social trust in post-socialist transition / ed. by János Kornai, Bo Rothstein, and Susan Rose-Ackerman. New York, NY 2004 Wyd. Palgrave Macmillan, ISBN 1-4039-6449-1;
- Building a trustworthy state in post-socialist transition / ed. by János Kornai and Susan Rose-Ackerman. New York, NY 2004. Wyd. Palgrave Macmillan, ISBN 1-4039-6448-3;
- János Kornai: Vision and reality, market and state : contradictions and dilemmas revisited, New York 1990 Wyd. Harvester Wheatsheaf, ISBN 0-7450-0745-7;
- János Kornai: Siła idei. Zapiski z intelektualnej podróży, przeł. Jan Okuniewski i Sebastian Szymański, Warszawa 2008, Wydawnictwo Naukowe Scholar, ISBN 978-83-7383-295-4
- János Kornai: Struggle and hope : essays on stabilization and reform in a post-socialist economy, Cheltenham, UK; Northampton, Mass., USA 1997: Wyd. E. Elgar, ISBN 1-85898-606-0;
- János Kornai: Evolution of the Hungarian economy 1848-1998. Wyd. Boulder, Colo. : Social Science Monographs; Highland Lakes, N.J. : Atlantic Research and Publications; New York 2000-2001 : Distributed by Columbia University Press,. 3 t., ISBN 0-88033-482-7 (t. 1) ISBN 0-88033-455-X (t. 2) ISBN 0-88033-492-4 (t. 3).